# Joe's Diner (nombre de marcador de posición)
Joe's Diner es el nombre de un marcador de posición para un restaurante ficticio o hipotético para el hombre común. Aunque hay franquicias que usan el nombre, su uso retórico a menudo es para describir una pequeña empresa local contrastada con grandes empresas o franquicias. La frase "Eat at Joe's" es un anuncio típico ficticio o de ficción complementario para dicho establecimiento, y se ha convertido en un Snowclone en forma de X en Joe's, Eat at Y's, o simplemente X en Y's. También se ha notado que "'Joe's Diner' es un ejemplo de un nombre débil que probablemente no podrá demandar a otro Joe's Diner en otro estado".
Además de los sentidos ficticios e hipotéticos, hay, por supuesto, muchos establecimientos de comida reales llamados "Joe's Diner". Algunos fueron nombrados antes de la popularidad del término como nombre de marcador de posición, y su existencia contribuyó al aumento de este nombre de marcador de posición. Un ejemplo famoso es Joe's Diner ubicado en Lee, Massachusetts, que fue el tema del trabajo de Norman Rockwell "The Runaway". Al informar sobre esta imagen icónica, el New Yorker observó:

Una cosa que Lee quería era Joe's Diner, y en cierto sentido Joe's Diner era Lee. Sin demasiado esfuerzo, incluso se podría decir que el restaurante era América. En 1958, lo que se convirtió en una famosa imagen de Norman Rockwell: un policía amistoso y un niño fugitivo, un bolso de vagabundo a sus pies, mirándose unos a otros desde taburetes adyacentes en el mostrador de un restaurante, con el hombre mirando, - ilustró la portada del Saturday Evening Post

El verdadero Joe of Joe's Diner es el hombre detrás del mostrador en esta imagen clásica. Otros fueron creados después de que el nombre se hizo popular para este propósito, y fueron nombrados para aprovechar el término. La cadena de tiendas de comestibles, Trader Joe's utiliza "Joe's Diner" como su sello para ciertos platos congelados de la marca de la tienda.
La expresión correspondiente, "Eat at Joe's", era una mordaza de uso frecuente en los dibujos animados de Warner Bros. y MGM durante la década de 1940, normalmente utilizada cuando aparecía una imagen de un letrero de neón u otro tubo complicado.